# Ctenus avidus
Ctenus avidus är en spindelart som beskrevs av Bryant 1948. Ctenus avidus ingår i släktet Ctenus och familjen Ctenidae. Inga underarter finns listade i Catalogue of Life.